# آگوست گودموندسون
آگوست گودموندسون (ایسلندی: Ágúst Guðmundsson؛ زادهٔ ۲۹ ژوئن ۱۹۴۷) کارگردان فیلم و فیلم‌نامه‌نویس اهل ایسلند است.
از فیلم‌هایی که وی در آن‌ها نقش داشته است، می‌توان به نانی و مانی و خنده مرغ دریایی اشاره نمود.